# 杂醇油
杂醇油是工业上发酵法制取乙醇、白酒时副产的高级醇类混合物。

## 性质
无色至黄色、有特殊臭味的油状液体。相对密度0.811～0.832（20 °C）。主要成分为比乙醇碳链更长的高级醇，如戊醇、异戊醇、丁醇、丙醇和庚醇等。有毒，易燃。
一般认为杂醇油较乙醇对人类有更强的毒性和麻醉作用，因此饮用杂醇油含量较高的酒易醉，而且引起头痛。不过最近使用威士忌所做的动物实验没有支持该说法。

## 制备
杂醇油是由发酵原料中的高级醇和蛋白质降解而产生，其中蛋白质分解生成氨基酸，后者再进一步与α-酮酸进行转氨基作用，得到另一酮酸，并脱羧、还原产生醇类。

杂醇油在工业上主要通过两种方法制备，一是通过发酵法制取乙醇时在精馏工序副产，另一种则是通过乙醇法生产丁二烯时副产。

## 测定
杂醇油经浓硫酸脱水可得相应的烯烃（如异丁烯、异戊烯），再与對二甲胺苯甲醛作用显橙红色，用分光光度法定量。

## 用途
杂醇油可作油漆和的溶剂、燃料、萃取剂和浮选剂，也可用于提取戊醇。